# Vojenská nemocnice Brno
Vojenská nemocnice Brno je zdravotnické zařízení v Brně. Sídlí ve Zábrdovicích v Zábrdovické ulici a disponuje 253 lůžky.

## Historie

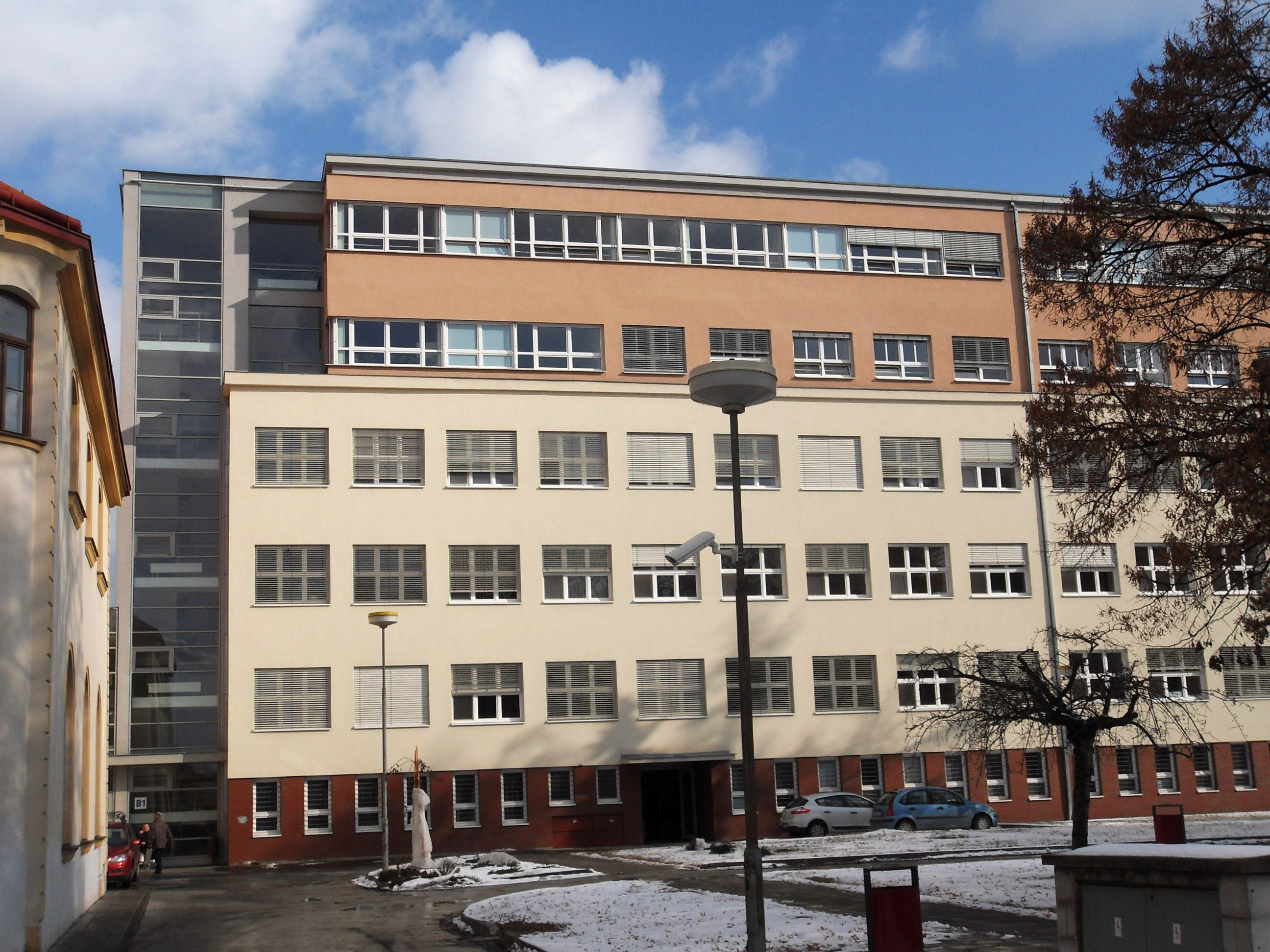
Budova B v areálu Vojenské nemocnice

Brněnská vojenská nemocnice byla zřízena v roce 1756 a sídlila vedle městského špitálu svatého Štěpána v Křenové ulici, přibližně v místě dnešního kostela Neposkvrněného početí Panny Marie. Roku 1782 byla kvůli nevyhovujícím prostorám přesunuta do právě zrušeného kláštera dominikánek v Pekařské ulici (dnes prostor Fakultní nemocnice u sv. Anny). Ani tato stavba pro účely nemocnice nevyhovovala, proto došlo v roce 1784 k definitivnímu přesunu do budovy rovněž zrovna zrušeného zábrdovického kláštera premonstrátů. Roku 1805 byla vojenská nemocnice, stejně jako ostatní brněnské, zaplněna raněnými z bitvy u Slavkova.
V rámci reorganizace vojenského zdravotnictví byla Posádková nemocnice Brno v 70. letech 19. století označena číslem 5. Na začátku listopadu 1918, kdy měla tři odbočky, byla předána československé branné moci. V roce 1921 předala jednu ze svých odboček, Zeměbraneckou nemocnici na Žlutém kopci, zemi Moravské. Zbylé dvě odbočky byly také předány jiným institucím a samotná zábrdovická nemocnice byl roku 1922 sloučena se Záložní nemocnicí ve Střelecké ulici (dnes Domažlická ulice) do Divizní nemocnice 6, sídlící v zábrdovickém klášteře. Od roku 1937 nesla označení Sborová nemocnice 6. Ve 30. letech také došlo k rozšíření areálu, roku 1936 byla vedle bývalého kláštera postavena současná budova C.
Za druhé světové války zde sídlil Reserve Lazarett I, Brünn Wehrmachtu a po osvobození Brna zde přes léto 1945 fungoval polní lazaret Rudé armády. Areál byl československé armádě předán v září 1945. Roku 1950 byla nemocnice výrazně doplněna rozsáhlou čtyřpodlažní budovou B podél ulice Lazaretní, která byla v následujících desetiletích dále rozšiřována.
V areálu nemocnice se nachází původní zábrdovický kostel svaté Kunhuty, který byl po zrušení kláštera v roce 1784 odsvěcen a využíván jako skladiště. Od roku 1939 byla jeho budova rozdělena na kapli a márnici a v 70. let 20. století byla znovu stavebně upravena, tentokrát na šatnu a skladiště. Při celkové rekonstrukci objektu v letech 2001–2002 byl bývalý kostel renovován a byla v něm zřízena moderně zařízená Lékárna U svaté Kunhuty.
Vojenská nemocnice Brno fungovala do 90. let 20. století jako rozpočtová organizace Ministerstva obrany. Od roku 1994 je příspěvkovou organizací Ministerstva obrany České republiky a kromě ošetřování a hospitalizace armádních příslušníků slouží i veřejnosti jako spádová nemocnice pro část Brna.